# Colin Groves

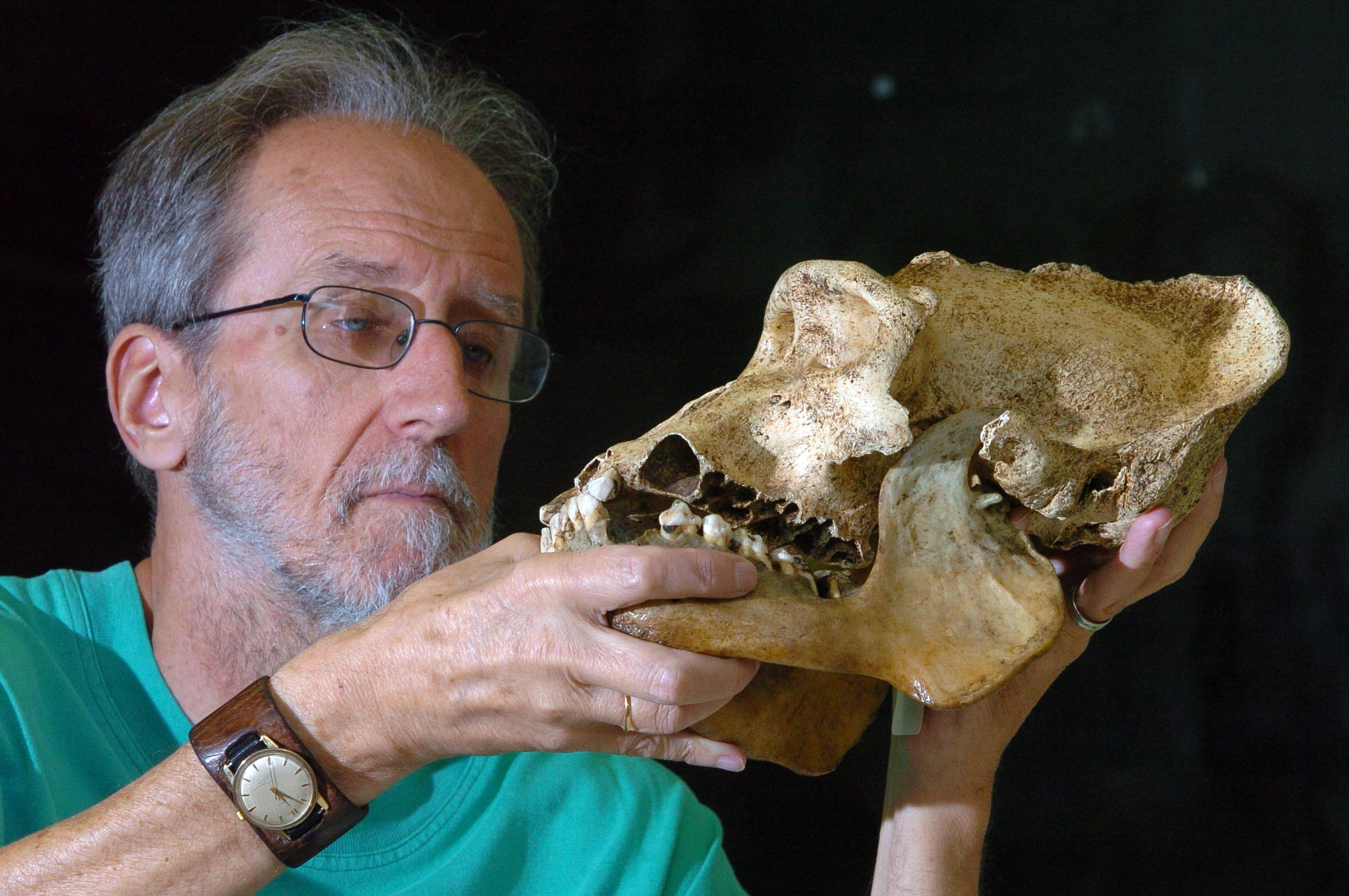
Colin Groves mit einem Berggorilla-Schädel (2007)

Colin Peter Groves (* 24. Juni 1942 in London; † 30. November 2017 in Canberra, Australien) war ein britisch-australischer Anthropologe, Primatologe, Mammaloge und Biologe. Seine Forschungsschwerpunkte waren die Stammesgeschichte des Menschen, Primaten, die Systematik der Säugetiere, die Osteologie, Biologische Anthropologie, die Ethnobiologie und die Biogeographie.

## Leben
Groves graduierte 1963 zum Bachelor of Science am University College London und 1966 erlangte er seinen Ph.D. an der Londoner Royal Free Hospital School of Medicine. Von 1966 bis 1976 war er Post-Doktorand und Forschungsreferent an der University of California, Berkeley, am Queen Elizabeth College und an der University of Cambridge. 1974 wanderte er nach Australien aus. Seitdem arbeitete er an der Australian National University in Canberra, wo er ab dem Jahr 2000 einen Lehrstuhl für Biologische Anthropologie innehatte.
Groves leitete ausgiebige Feldstudien in Kenia, Tansania, Ruanda, Indien, im Iran, in der Volksrepublik China, in Indonesien und in der Demokratischen Republik Kongo.
Zusammen mit dem tschechischen Biologen Professor Vratislav Mazák beschrieb er 1975 Homo ergaster, der als Chronospezies der Gattung Homo gilt. 2001 veröffentlichte er im Verlag Smithsonian Institution Press das Standardwerk Primate Taxonomy, das zu den wichtigsten Büchern in der aktuellen Primatenforschung zählt.
Groves war Mitglied des Vereins Australian Skeptics, einer Gruppe von Wissenschaftlern, die sich mit paranormalen und pseudowissenschaftlichen Behauptungen auseinandersetzt. Daneben leitete er regelmäßig Debatten mit Kreationisten und Anti-Evolutionisten.

## Dedikationsnamen
2015 ehrte Guy Musser Colin Groves mit der ausgestorbenen Riesenrattenart Lenomys grovesi von Sulawesi. Im selben Jahr beschrieb der indonesische Herpetologe  A. A. Thasun Amarasinghe die Schlangenart Rabdion grovesi von Sulawesi. 2017 wurden die mit dem Tiefland-Anoa verwandte fossile Hornträgerart Bubalus grovesi und die Fettschwanzmakiart Cheirogaleus grovesi zu Ehren von Colin Groves benannt. 2018 wurde Groves mit der Springaffenart Plecturocebus grovesi geehrt.

## Werke (Auswahl)
- 1970: Gorillas (deutsch: Die Welt der Tiere: Gorillas, Übersetzung von Erika Schindel)
- 1974: Horses, asses and zebras in the wild
- 1981: Ancestors for the pigs: Taxonomy and phylogeny of the genus Sus
- 1984: Pigs
- 1989: A Theory Of Human And Primate Evolution. Oxford Science Publications
- 1989: Skeptical. (Herausgegeben von Donald Laycock, David Vernon, Colin Groves und Simon Brown.) Australian Skeptics
- 1996: From Ussher to Slusher, from Archbish to Gish; or, not in a million years... Archaeology in Oceania, 31:145-151.
- 1997: Kapitel: Die Nashörner – Stammesgeschichte und Verwandtschaft in Die Nashörner: Begegnung mit urzeitlichen Kolossen, Filander Verlag, Fürth
- 2001: Primate Taxonomy, Smithsonian Institution Press, Washington D.C.
- 2003: The science of culture. Being Human: Science, Culture and Fear: Royal Society of New Zealand, Miscellaneous Series, 63:3-13.
- 2004: (mit David W. Cameron) Bones, Stones and Molecules: "Out of Africa" and Human Origins, Amsterdam, Boston etc.: Elsevier Academic Press
- 2005: Order Primates in D.E. Wilson; D.M. Reeder, Mammal Species of the World. A Taxonomic and Geographic Reference. 3. Auflage, Johns Hopkins University Press, 2005. ISBN 0-8018-8221-4
- 2008: Extended Family: Long Lost Cousins: A Personal Look at the History of Primatology. Arlington, Virginia: Conservation International. ISBN 978-1-934151-25-9
- 2011: Ungulate Taxonomy (mit Peter Grubb)
- 2011: Buchkapitel: Moschustiere und Hornträger im Handbook of the Mammals of the World. Band 2: Hoofed Animals
- 2013: Buchkapitel: Meerkatzenverwandte, Gibbons und Menschenaffen im Handbook of the Mammals of the World. Band 3: Primates
- 2015: Taxonomy of Australian Mammals. CSIRO Publishing. ISBN 978-1-4863-0012-9